# رئیس‌جمهور آرژانتین
رئیس‌جمهور ملت آرژانتین یا رئیس‌جمهور آرژانتین رئیس کشور، رئیس حکومت و فرمانده کل قوا و ارتش آرژانتین است. رئیس‌جمهور فعلی آرژانتین، خاویر میلئی است که در دسامبر ۲۰۲۳، جایگزین آلبرتو فرناندز شد.

## وظایف و اختیارات
رئیس‌جمهور کشور آرژانتین مطابق اصل ۹۹ قانون اساسی از اختیارات زیر برخوردار است:
- رئیس‌جمهور آرژانتین رئیس کشور، رئیس دولت و مسئول اداره امور سیاسی کل کشور است.
- دستورالعمل‌ها و مقررات لازم برای اجرای قوانین کشور را بدون مغایرت با اصل قانون و با استثنائات نظارتی صادر می‌کند.
- قضات دیوان عالی کشور را به سنا معرفی می‌کند. قضات دیوان عالی کشور توسط رای مثبت دو سوم اعضای حاضر در جلسه علنی سنا که به همین منظور تشکیل می‌شود به این سمت منصوب می‌شوند.
- می‌تواند برای جرائم مشمول صلاحیت فدرال، پس از گزارش دادگاه، عفو یا تخفیف مجازات صادر کند، مگر در موارد استیضاح توسط مجلس نمایندگان.
- سفیران، وزرای تام‌الاختیار و نمایندگان امور تجاری را با تأیید سنا عزل و نصب می‌کند. رئیس وزرای کابینه و سایر وزرای کابینه، افسران دبیرخانه، نمایندگان کنسولی و کارمندانی را که انتصاب آنها در این قانون اساسی تنظیم نشده‌است به تنهایی منصوب و عزل می‌کند.
- فرمانده کل قوای مسلح کشور است.
- سالانه در جلسه افتتاحیه کنگره شرکت می‌کند، هر دو مجلس برای این منظور گرد هم می‌آیند، وضعیت کشور را در مورد اصلاحات وعده داده شده در قانون اساسی برسی می‌کنند و به آنها توصیه می‌کند اقداماتی را که لازم و مصلحت می‌دانند، بررسی کنند.

## رؤسای جمهور در قید حیات
- ماریا استلا مارتینز کارتاز دو پرون ۱۹۷۴–۱۹۷۶
- آدولفو رودریگز ساآ ۲۰۰۱
- ادواردو دوالده ۲۰۰۲–۲۰۰۳
- کریستینا فرناندس ۲۰۰۷–۲۰۱۵
- مائوریسیو ماکری ۲۰۱۵–۲۰۱۹
- آلبرتو فرناندز ۲۰۱۹–۲۰۲۳